# Věžky (district de Kroměříž)
Pour les articles homonymes, voir Věžky.
Věžky (en allemand : Weczek, de 1939 à 1945 : Weschek) est une commune du district de Kroměříž, dans la région de Zlín, en République tchèque. Sa population s'élevait à 453 habitants en 2025.

## Géographie
Věžky se trouve à 9 km à l'ouest de Kroměříž, à 29 km à l'ouest-nord-ouest de Zlín, à 51 km à l'est-nord-est de Brno et à 223 km à l'est-sud-est de Prague.
La commune est limitée par Křenovice au nord, par Zlobice à l'est, par Zborovice au sud et par Dřínov et Vitčice à l'ouest.

## Histoire
La première mention écrite de la localité date de 1348.

## Administration
La commune se compose de deux sections :
- Věžky
- Vlčí Doly

## Transports
Par la route, Věžky se trouve à 10 km de Kroměříž, à 44 km de Zlín, à 58 km de Brno et à 264 km de Prague.

## Source
- (cs) Cet article est partiellement ou en totalité issu de l’article de Wikipédia en tchèque intitulé « Věžky (okres Kroměříž) » (voir la liste des auteurs).